# Протасовское сельское поселение (Орловская область)
Протасовское се́льское поселе́ние — муниципальное образование в Мценском районе Орловской области Российской Федерации.
Административный центр — деревня Протасово.

## История
Статус и границы сельского поселения установлены Законом Орловской области от 25 октября 2004 года № 434-ОЗ «О статусе, границах и административных центрах муниципальных образований на территории Мценского района Орловской области»

## Население
| 2010  | 2012  | 2013  | 2014  | 2015  | 2016  | 2017  |
| ----- | ----- | ----- | ----- | ----- | ----- | ----- |
| 1140  | ↗1145 | ↗1178 | ↘1176 | ↘1150 | ↘1132 | ↗1134 |
| 2018  | 2019  | 2020  | 2021  | 2023  |       |       |
| ↘1103 | ↗1107 | ↘1091 | ↘937  | ↘904  |       |       |

## Состав сельского поселения
| №  | Населённый пункт    | Тип населённого пункта          | Население |
| -- | ------------------- | ------------------------------- | --------- |
| 1  | Арсеньево           | деревня                         | 0         |
| 2  | Большая Круглица    | деревня                         | 13        |
| 3  | Большой Одинок      | деревня                         | 9         |
| 4  | Грачики             | деревня                         | 46        |
| 5  | Добрая Вода         | деревня                         | ↗273      |
| 6  | Доброводский Второй | посёлок                         | 16        |
| 7  | Изоткино            | деревня                         | 4         |
| 8  | Кобяково            | деревня                         | 13        |
| 9  | Малая Круглица      | деревня                         | 0         |
| 10 | Панама              | деревня                         | 1         |
| 11 | Протасово           | деревня, административный центр | ↗466      |
| 12 | Спасское            | село                            | 30        |
| 13 | Сычи                | деревня                         | ↗269      |